# Davina Philtjens
Davina Philtjens, född den 26 februari 1989 i Hasselt, är en belgisk fotbollsspelare.

## Karriär
Davina Philtjens inledde sin seniorkarriär i Standard Liège år 2008. 2016 värvades hon av AFC Ajax, och 2018 kontrakterades hon av ACF Fiorentina innan hon 2020 flyttade för spel i US Sassuolo Calcio. Hon har även representerat det belgiska damlandslaget där hon debuterade år 2008.